# Seznam okoljevarstvenih katastrof
Ta stran je seznam okoljevarstvenih katastrof. V tem kontekstu je obrazložen seznam posebnih dogodkov, za katere je kriva človekova dejavnost, ki je povzročila negativen učinek na okolje .

## Okoljske katastrofe po kategorijah

### Kmetijstvo
Glavni članek : Okoljski vpliv kmetijstva
- Slanost v Avstraliji
- Zasoljevanje rodovitnega polmeseca
- Dust Bowl v Kanadi in Združenih državah Amerike (1934-1939)
- Velika kampanja vrabcev; vrabci so bili izločeni iz kitajskih farm, kar je povzročilo povečanje števila kobilic in je  prispevalo k lakoti prebivalstva, zaradi katere je umrlo 38 milijonov ljudi.
- Afrikanizirana čebela, za katere je znano pogovorno kot "ubijalske čebele"
- Neustrezno ravnanje oz. izsušitev Aralskega jezera
- Umazana predelava mleka (oz. pridelava mleka na črno) na Novi Zelandiji

### Biotska raznovrstnost
- Kostanjev rak
- Izumrtje ameriške megafavne
- zumrtje avstralske megafavne
- Krčenje gozdov na Velikonočnem otoku
- Uničenje pragozdov
- Zajci v Avstraliji
- Rdeča ognjena mravlja
- Holandska bolezen brestov
- Obrazni tumor, Tasmanski Vrag
- Zmanjšanje števila ameriških bizonov
- Preselitev nilskega ostriža v Viktorijino jezero v Afriki
- Saemangeumska pregrada
- Ekološki problem velikega koralnega grebena
- Okoljske grožnje
- Pokol slonov v Zakoumu
- Invazivne vrste na Novi Zelandiji
- Biotska raznovrstnost Nove Zelandije
- Zavržene ribiške mreže
- Nasedla ladija SS Makambo (ladja) na otoku Lord Howe.
- Rezanje plavuti morskim psom
- Upad jastrebov v Indiji zaradi diklofenaka, kar povzroča povečano pojavnost stekline
- Izumrtje Tasmanskega tigra

### Zdravstvo
- Amalgam in polemike o zobnem amalgamu in njegovi uporabi v stomatologiji
- Razširitev kuge v Evropo iz Afrike v 7. stoletju,  posledica je smrt do 60% (100 milijonov ) prebivalcev.
- Razširitev kuge (črna smrt) v Evropi iz Srednje Azije v 14. stoletju, katere posledica je smrt do 60% (200 milijonov) prebivalstva in ponavljajočih do 18. stoletja .
- Uvedba nalezljivih bolezni evropejcev, ki povzročijo smrt avtohtonih prebivalcev v času evropske kolonizacije v Ameriko
- Vplivi na zdravje, ki izhajajo iz napada 11.septembra
- Nesreča Goiânia, ki izvirajo iz demontaže medicinske naprave, ki vsebuje vir radioaktivnosti in ima smrtonosne posledice.

### Industrija
Glej tudi : Seznam industrijskih nesreč
- Bolezen Minamata - zastrupitev z živim srebrom na Japonskem (1950 in 1960)
- Ontario bolezni Minamata v Kanadi
- Bolezen Itai - Itai, zaradi kadmija zastrupitev na Japonskem
- Love Canal - strupeni mestni odpadki
- Seveso nesreča ( 1976), eksplozija  kemične tovarne, ki je povzročila najvišja znana izpostavljenost 2,3,7,8 - tetraklorodibenzo -p-dioksin ( TCDD ) v stanovanjskih populacijah
- Bhopalska nesreča ( 3. december 1984 , Indija), uhajanje plina metil izocianata, ki je potekala v letu 1984 in je dosegla več kot 22.000 smrtnih žrtev (in še raste ) in različnih genetskih bolezni, ki bodo še naprej treba obravnavati za zanamce, ki jih zaradi malomarnosti in korupcij, neupoštevanja varnostnih standardov predsednika uprave v Indiji v podjetju Union Carbide Warrena Andersona, katerega je zdaj Podružnica Dow Chemicals.
- Razlitje kemikalij Sandoz v Renu ( 1986)
- Agencija United States Environmental Protection  Superfund mest v Združenih državah Amerike
- AZF Eksplozija v Toulouse kemične tovarne ( 2001)
- Kemična eksplozija v mestu Džilin leta 2005
- Sydney Katranovi Ribniki in Koksarne mesta v mestu Sydney, Nova Scotia , Kanada, znan kot največji zastruplevalec z odpadki v Severni Ameriki .
- Sprostitev svinca prahu v Esperance Harbour.
- Izpust cianida , težke kovine in kisline v reko Alamosa , Colorado od Summitville rudnika , ki povzroči smrt vsega morskega življenja znotraj 17 milj .
- Sprostitev 20.000 litrov v Zgornji Sacramento River v bližini Dunsmuir smrtonosnih kemikalij (metam, natrij , Trgovsko ime Vapam ), ki povzroči smrt vseh vodnih organizmov znotraj 38 milj.
- Sprostitev pridobljenih TOD v tanjšanje ozonskega plašča.
- Izpust žveplovega dioksida po požaru v tovarni Al-Mishraq v Iraku
- Katastrofa v tovarni Phillips (1989)
- Vila Parisi (Brazilija)
- Zdravstvena vprašanja o Aamjiwnaang  naroda zaradi kemične tovarne
- Okoljski problemi: Jez Treh sotesk
- Veliki londonski smog v Londonu leta 1952

### Rudarstvo
Glavni članek : Okoljski vpliv rudarjenja
- Gorenje rudnika pod mestom Centralia (ZDA)
- Rudnik fosfata v Nauru
- Fosfat rudarstvo v St Pierre Island

### Premogovništvo
- Martin County razlitje blata
- Tennessee  razlitje blata in premoga

### Naftna industrija
Glavni članek : Okoljski vpliv industrije nafte iz skrilavca
- Okoljska vprašanja v delti reke Niger , ki se nanaša na naftno industrijo
- Naftno polje Lago Agrio
- Exxon Valdez razlitja nafte
- Arctic Refuge vrtanje polemike
- Deepwater Horizon razlitje nafte
- Sidoarjo blatni tok , ki je bil sprožen za izkoriščanje plina Lapindo Brantas v letu 2006, Vzhodna Java , Indonezija
- Osvinčen bencin uveden leta 1920 ;se opušča na svetovni ravni do leta 2012 .

### Jedrska energija
Glavni članek : Okoljski vpliv jedrske energije
- Černobilska nesreča leta 1986 v Černobilu v Ukrajini, "umrlo najmanj 4056 ljudi, poškodovanih je skoraj za 7 milijard dolarjev premoženja.[1]
- Jedrska katastrofa v elektrarni Fukušima-Daiči: po potresu, cunamiju in odpovedi sistemov hlajenja pri Fukušima I jedrski elektrarni in vprašanj, ki zadevajo druge jedrske objekte na Japonskem 11. marca 2011 je bila v primeru jedrskih nesreč. To je bil prvi primer jedrskih nesreč na Japonskem in 140.000 prebivalcev v radiju 20 kilometrov od elektrarne so evakuirali.[1] Eksplozija in požar bi lahko dosegla nevarne ravni sevanja, kar je sprožilo propad borze in panične - nakupe v supermarketih [2].

- Mayak z jedrskimi odpadki eksplozija , ( Chelyabinsk , Sovjetska zveza , 29. septembra 1957) , 200 + ljudi je umrlo in 270.000 ljudi, so bili izpostavljeni nevarnim stopnjam sevanja . Več kot trideset majhnih skupnosti je bilo odstranjenih iz sovjetskih zemljevidov med letoma 1958 in 1991.[3].
- Windscale požar, Velika Britanija, 8 oktober 1957 . Ogenj vžge plutonij piloti in onesnaži okoliških kmetij za proizvodnjo mleka.[4].
- Sovjetska podmornica K-431 nesreča , 10 avgust 1985 ( 10 ljudi je umrlo in 49 je utrpelo poškodbe sevanja )[5].
- Sovjetska podmornica K-19 nesreča, 4 julij 1961. ( 8 smrtnih žrtev in več kot 30 ljudi je bilo preveč izpostavljeni sevanju )[6].
- Jedrske poskuse na Moruroa in Fangataufa v Tihem oceanu
- Padavine od Castle Bravo jedrskem testu na atolu Bikini v Marshallovih otokih
- Zdravje Downwinders
- Atomski bombni napadi iz Hirošime in Nagasakija v prvih dveh do štirih mesecih od bombnih napadov , so akutni učinki ubitih 90,000-166,000 ljudi v Hirošimi in 60,000-80,000 v Nagasaki , s približno polovico smrtnih primerov v vsakem mestu , ki je nastal že prvi dan .

### Zrak/zemlja/voda
- Širjenje plastičnih nakupovalnih vrečk

### Zrak
Glej tudi : onesnaženost zraka
- Donora Smog iz leta 1948 v Donora, Pennsylvania v ZDA
- Veliki londonski smog iz leta 1952 , ki je terjal 4000 Londončanov
- Neurje 1983 Melbournski prah
- 1997 jugovzhodne Azije-meglica?
- Malezijske meglice? 2005
- Jugovzhodnoazijske meglice? 2006
- Yokkaichi astma na Japonskem
- Zdravstvene težave, ki zapadejo? v Jinkanpo Atsugi sežigalnice na Japonskem
- Kuvajtski naftni požar

### Zemlja
- Dust Bowl Kanade in Združenih držav Amerike
- Onesnažena tla v Mapua , Novi Zelandiji zaradi delovanja kmetijskih kemikalij tovarne
- Umivalnik F ,odlagališče v Združenih državah Amerike zaradi onesnaženih tekočih odpadkov iz kemične proizvodnih operacij vojske in njenega najemnika Shell Chemical Company
- 2006 Slonokoščena obala strupeni odpadki smetišče

### Voda
- Ribolov s cianidom

#### Sladkovodne
- Ekološka nesreča v Ajki na Madžarskem se je pripetila 4. oktobra 2010, ko je popustil zbiralnik odpadnih snovi iz bližnje tovarne aluminija.
- Razlitje kemikalij Sandoz, močno onesnažujejo Ren leta 1986
- Naravni rezervat Kesterson
- Razlitje nafte v elektrarni Jiyeh
- Učinki onesnažene vode v Berkeleyskem jašku v Združenih državah Amerike
- Vžig in požar ( 13-krat 1868-1969 ) reke Cuyahoga v Ohiu , ZDA
- Cheakamus River iztirjenje , ki je onesnažila reko s kavstično sodo
- Izsuševanje in razvoj pokrajine Everglades
- Izguba mokrišč Louisiane zaradi Mississippi River nasipov, morskih vdorov preko umetnih kanalov, pridobivanje lesa, posedanja in poškodb zaradi orkana.
- Tojnica

#### Morske
- Beljenje koral
- Mehiški zaliv Dead Zone zaradi visoke hranil gnojil odtokov iz srednjega zahoda, ki je izsušena preko reke Mississippi.
- Umetno Osborne Reef od obale Fort Lauderdale na Floridi v ZDA.
- Odlaganje konvencionalnih in kemičnih streliv v Beaufort´s Dyke, morski jarek med Severno Irsko in Škotsko.
- Morski odpadki.
- Ekološki problem velikega koralnega grebena.
- Onesnaženost vode s plastičnimi delci, plastične pelete ponavadi pod 5mm v premeru.
- Velika pacifiška cona smeti.
- Bolezen Minamata, zastrupitev z živim srebrom na Japonskem.
- Živo srebro v ribah.
- Tržaški zaliv
- Zakisljevanje oceanov zaradi antropogenih emisij toplogrednih plinov.